# Discoloma pygmaeum
Discoloma pygmaeum là một loài bọ cánh cứng trong họ Discolomatidae. Loài này được Nevermann miêu tả khoa học năm 1930.